# Тимяшево (Самарская область)
Тимяшево (чув. Тимеш)— село в Шенталинском районе Самарской области России. Входит в сельское поселение Салейкино.

## География
Тимяшево расположено на севере района и северо-западе области, у границы с Татарстаном, в 12 км севернее райцентра Шентала (там же ближайшая железнодорожная станция Шентала) и в 170 км (по прямой) от Самары.
Через село протекает река Большая Яурка, одна из составляющих Яурки, высота над уровнем моря:
168 м. Ближайшие населённые пункты — Подлесная Андреевка, Салейкино, Емелькино.

## История
Название села Тимяшево, происходит от чувашской фамилии и основателя Тимяшев, а оно от собственного чувашского имени Тимеш, Тимуш, Тимяш. Как и в случае Чувашские Тимяши.

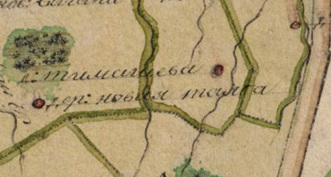
Деревня Тимашева, карта Самарской линии 1771 года

До 1775 года (восстания Пугачёва) село Тимяшево не числилось в составе Российской империи, поскольку правительство просто не подозревало о существовании этого мордовского села. Лишь после того, как по ближайшим губерниям начался поиск участников пугачёвского восстания, в Тимяшеве впервые был проведён учёт населения.

## Население
[уточнить]
260 жителей.
Этнический состав: мордва (примерно 50 %), а также русские и чуваши.

## Инфраструктура
В селе имеется почтовое отделение 446922, средняя школа, шесть улиц:
- Болотная
- Верхняя
- Молодёжная
- Нижняя
- Татарская
- Хуторская

## Известные уроженцы
- руководитель мордовской общественной культурно-просветительской организации Ульяновской области «Рав» Нина Мелешина (Кудашева)[6]
- художник Михаил Ерошкин